# Castrillo de los Polvazares
Castrillo de los Polvazares és una localitat espanyola pertanyent al municipi d'Astorga, a la comarca de Maragatería de la província de León, a la comunitat autònoma de Castella i Lleó. El 1980 va ser declarada conjunt històric d'alt valor monumental. Aquesta població va constituir un municipi independent fins al 1975, quan el seu ajuntament va decidir incorporar-lo al municipi d'Astorga.

## Història
El poble original es trobava en una ubicació diferent fins que va ser destruït per una riuada i es va reconstruir al segle XVI al seu emplaçament actual.

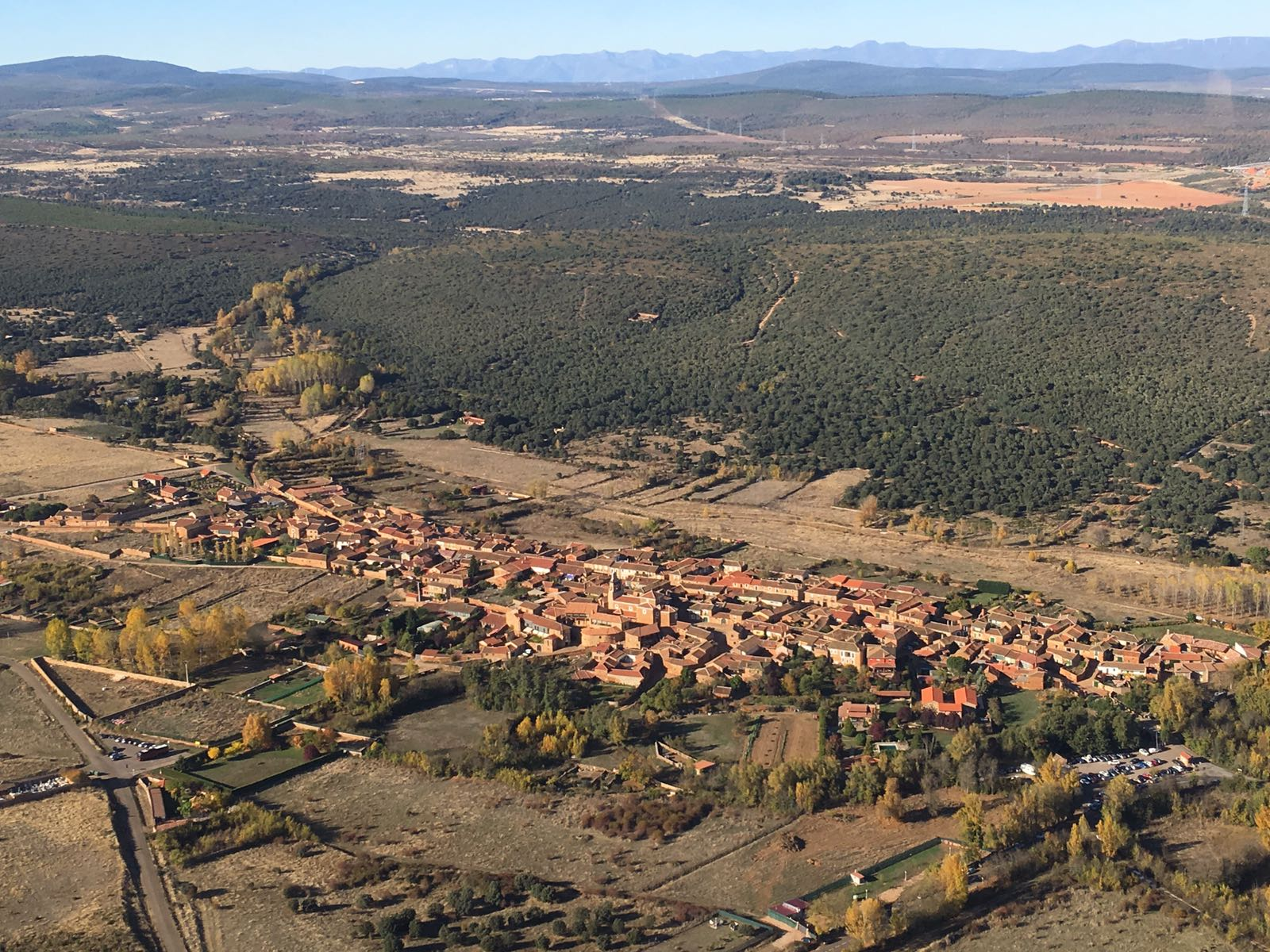
Vista aèria del poble

Els habitants de Castrillo de los Polvazares eren traginers i les cases hi estan estructurades en funció d'aquesta activitat tradicional amb grans portes per al pas de carros, patis interiors com a centre d'organització de la casa, quadres, grans cellers i carrers empedrats. Els traginers maragatos van gaudir de gran poder i influència a la zona entre els segles XVI i XIX. La Maragatería està situada en un punt estratègic pel que fa a les comunicacions de l'interior de la península i Galícia. Els maragatos transportaven a l'interior salaons de peix portats de la costa gallega, i en tornar a la seva terra carregaven embotits i productes de secà. La decadència d'aquesta professió va començar amb l'arribada del ferrocarril a Astorga el 1866.

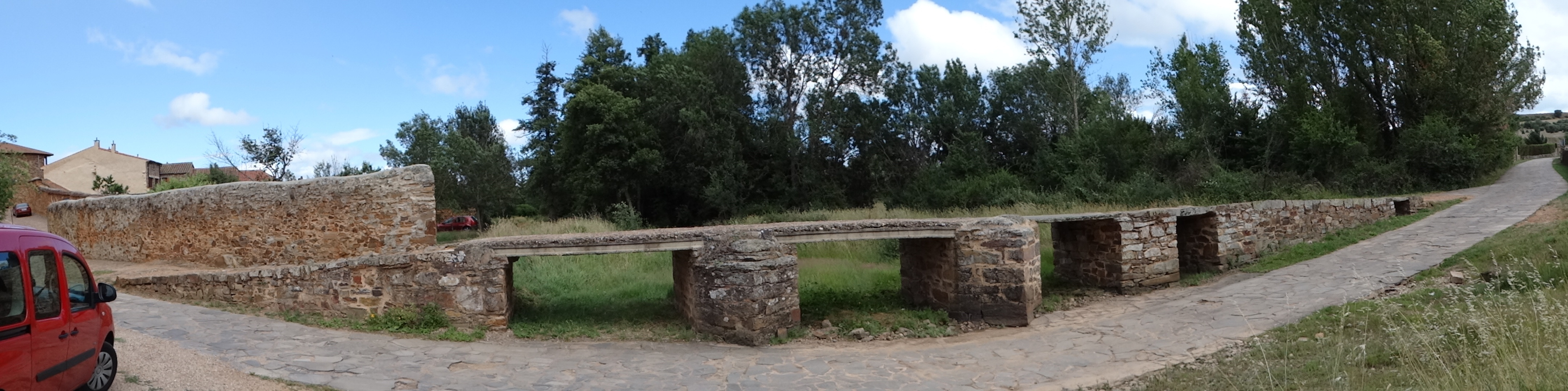
Pont Vell sobre el riu Jerga

La localitat disposa d'un vell pont sobre el riu Jerga. A la seva entrada per la carretera LE-142 disposa d'un altre pont construït a principis del segle xx quan es va construir la carretera que uneix Astorga amb Ponferrada.

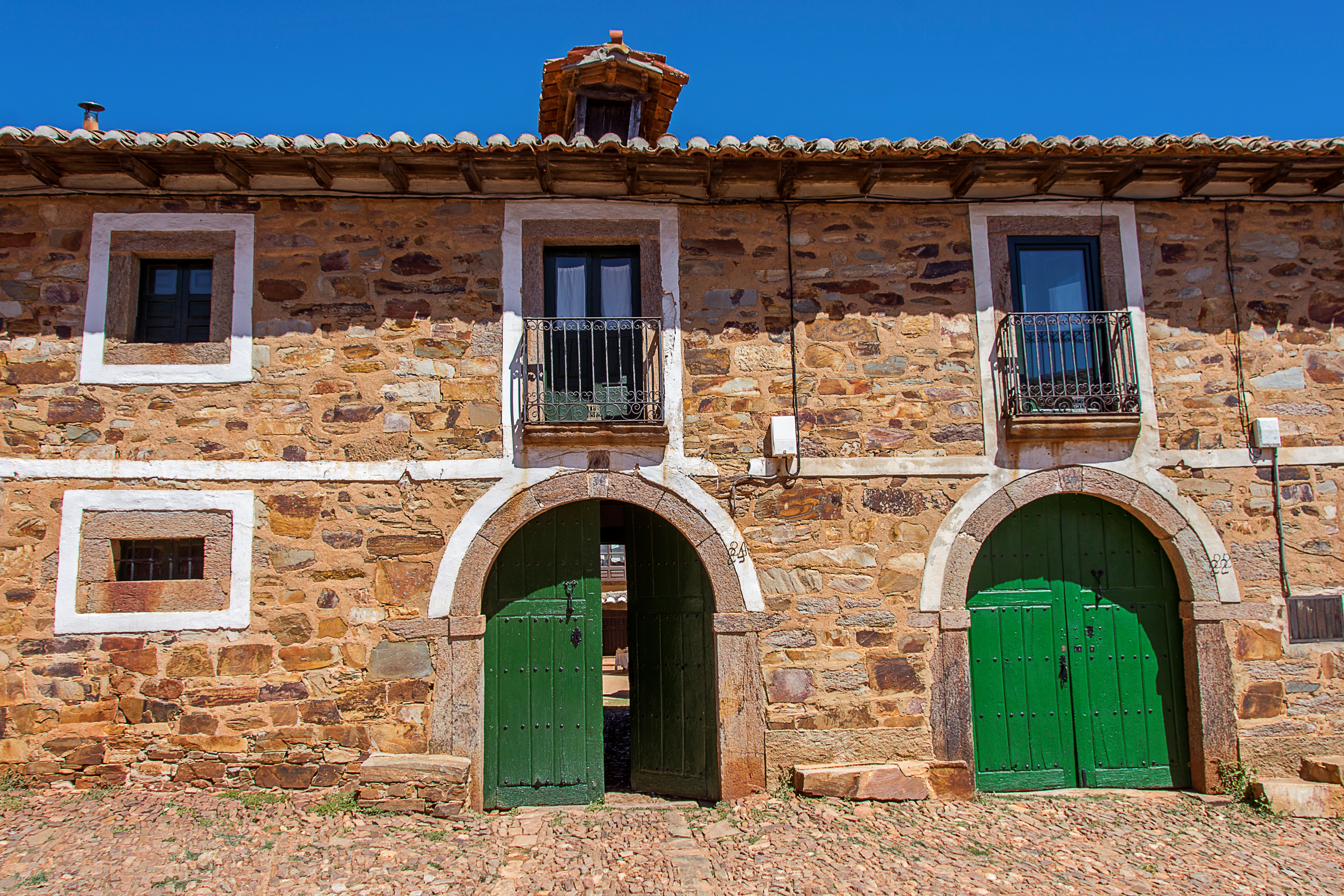
Casa típica de Castrillo de los Polvazares

La principal activitat econòmica del poble actualment està basada en el turisme i en l'artesania. Els seus principals reclams turístics són l'arquitectura típica i la seva gastronomia, amb el cocido maragato com a menja més representativa. Els restaurants més coneguts del poble estan situats en cases tradicionals rehabilitades per a aquest menester.
Castrillo de los Polvazares va ser la localització triada per l'escriptora Concha Espina per ubicar la seva novel·la La esfinge maragata (1914), en la qual rebateja el poble com Valdecruces. Una altra personalitat relacionada amb aquest poble és René Clair, el cineasta francès l'esposa del qual hi va viure fins a la seva mort el 2006.